# František Šamberger

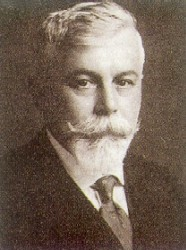
František Šamberger, vor 1931

František Šamberger (* 12. Februar 1871 in Kout na Šumavě; † 9. Dezember 1944 in Prag) war ein tschechischer Dermatologe und Ordinarius an der Dermatologischen Klinik der Universität Prag.

## Werdegang
Im Jahr 1896 wurde Šamberger von der Prager Medizinischen Fakultät promoviert. 1920 wurde auf seine maßgebliche Initiative hin an der Universität Prag ein Institut für Sexualwissenschaften gegründet, dessen Leitung zunächst Ferdinand Pečírka übernahm. 1928 organisierte er den ersten slawischen Dermatologen-Kongress in Warschau.